# Сан Франческо ди Паола (Месина)
Сан Франческо ди Паола је насеље у Италији у округу Месина, региону Сицилија.
Према процени из 2011. у насељу је живело 413 становника. Насеље се налази на надморској висини од 42 м.